# Karl Joseph von Österreich (1649–1664)

Erzherzog Karl Joseph von Österreich

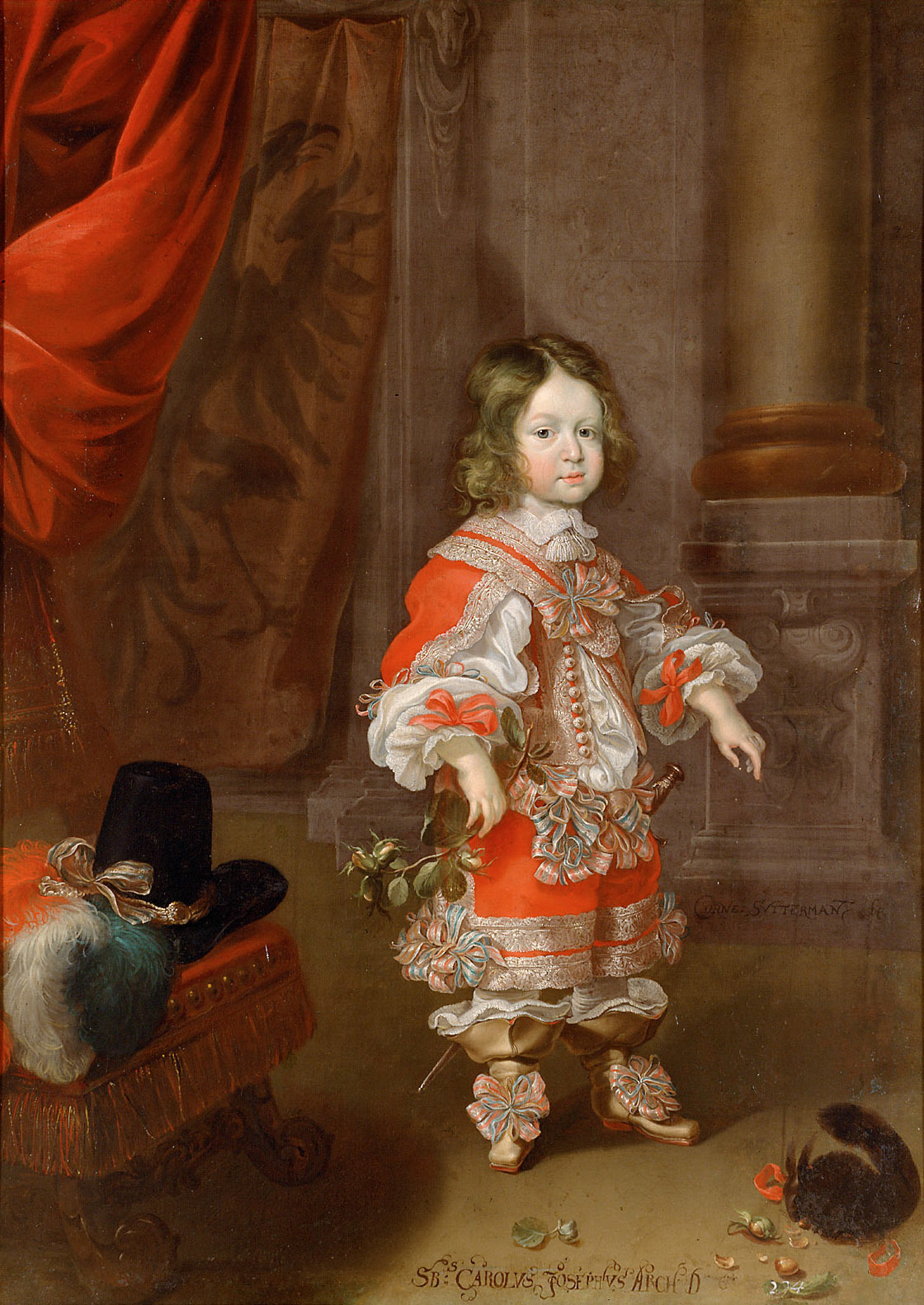
Karl Joseph von Österreich

Karl Joseph von Österreich (* 7. August 1649 in Wien; † 27. Jänner 1664 in Linz) war Bischof von Olmütz, Bischof von Passau und Fürstbischof von Breslau sowie Hochmeister des Deutschen Ordens.

## Leben

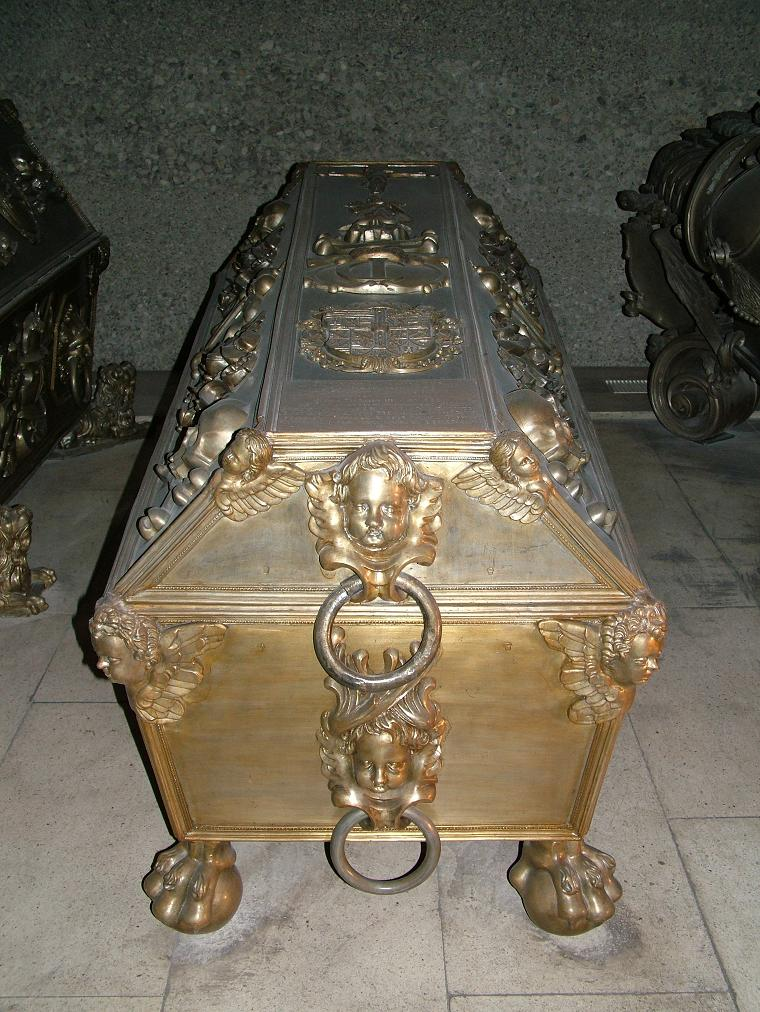
Grabstätte von Karl Joseph

Die Eltern waren Kaiser Ferdinand III. und dessen zweite Frau und Cousine Maria Leopoldine von Tirol, die 17-jährig bei der Geburt des einzigen Kindes starb. Sein Vater hatte sechs Kinder aus erster Ehe, darunter den späteren Kaiser Leopold I., und bekam in der dritten Ehe vier weitere Kinder.
Bereits mit 13 Jahren wurde Karl Joseph Bischof von Olmütz und Bischof von Passau sowie Hochmeister des Deutschen Ordens.
In der Nachfolge seines Onkels Leopold Wilhelm, von dem er auch dessen Vermögen und dessen Kunstsammlung erbte, wurde er am 23. Februar 1663 als Karl III. zum Bischof von Breslau gewählt. Die Wahl wurde von Papst Alexander VII. am 23. April 1663 bestätigt und Archidiakon Sebastian von Rostock zum Koadjutor bestellt.
Amt und Würden konnte Karl Joseph, der wegen seines jugendlichen Alters noch keine höheren Weihen empfangen konnte, nicht ausüben, da er bereits im Alter von nicht einmal 15 Jahren starb. Wie seine Eltern und andere Mitglieder des Hauses Habsburg wurde er in der „Neuen Gruft“ der Wiener Kapuzinergruft bestattet. Seine Eingeweide wurden getrennt bestattet und befinden sich in der Herzogsgruft.